# Lamprogrammus exutus
Lamprogrammus exutus is een straalvinnige vissensoort uit de familie van naaldvissen (Ophidiidae). De wetenschappelijke naam van de soort is voor het eerst geldig gepubliceerd in 1958 door Nybelin & Max Poll.